# Sogni senza occhiali
Sogni senza occhiali (Catherine Certitude, 1988) è il titolo del romanzo pubblicato dallo scrittore francese Patrick Modiano e illustrato da Jean-Jacques Sempé (Bordeaux, 1932), che da sempre si dedica al disegno umoristico. Uscito in Francia nel 1988 col titolo Catherine Certitude, edito dalla collana dedicata ai più giovani delle edizioni Gallimard, in Italia è stato tradotto nel 1993 da Giulio Lughi per la casa editrice Einaudi, con il titolo Sogni senza occhiali. Distanziandosi dal titolo originale, forse per non voler tradurre un nome proprio, ma allo stesso tempo senza voler lasciare l'originale francese, il nuovo titolo mette subito in evidenza la peculiarità della protagonista: avere la possibilità di rifugiarsi in un mondo tutto suo, di sogno, semplicemente togliendosi gli occhiali. Successivamente, nel 2014, è uscita una seconda edizione italiana, a cura di Donzelli Editore, tradotta da Maria Vidale col titolo più fedele all'originale Caterina Certezza. Nella traduzione di Lughi, i nomi propri sono stati mantenuti in francese (Catherine, il padre Georges, Monsieur Casterade, Madame Dismailova) mentre nella successiva sono stati tutti trasformati in italiano, creando una frizione tra l'ambientazione parigina e l'italianizzazione dei nomi.

## Trama
Tutta la storia della protagonista ci viene raccontata da una Catherine già adulta, cresciuta, che non vive più a Parigi, ma a New York, dove gestisce con la figlia una scuola di danza e dove i suoi genitori si sono trasferiti e sono in pensione.  La narrazione, quindi, si presenta come un lungo flashback, che ripercorre episodi dell'infanzia passata col padre nel X arrondissement. La trama consiste di tanti piccoli ma significativi episodi, avvenimenti quotidiani che però spesso ci svelano il carattere profondo di un personaggio. 
Catherine vive sola col padre a Parigi, mentre la madre, che fa la ballerina, si trova a New York, ufficialmente per la nostalgia dell'America ma probabilmente per problemi con Georges, il padre di Catherine; ogni settimana spedisce loro una lettera, con qualche errore grammaticale.
Georges porta gli occhiali come la figlia: quando il mondo che li circonda diventa troppo pesante da sopportare, invadente, ridondante, entrambi si tolgono gli occhiali e entrano in una dimensione diversa, smussata, vaporosa, una dimensione di sogno.
Il padre di Catherine lavora in un misterioso magazzino sotto casa loro, pieno di casse che vanno e vengono in continuazione e di camion che giungono la notte per scaricarle e caricarle. Catherine e il lettore non capiranno mai quale sia a tutti gli effetti il lavoro del padre, si intuisce, però, la sua natura di attività non pienamente lecita, che si barcamena nella zona grigia tra legalità e illegalità.
Mentre Georges Certitude è un uomo sognatore, riflessivo ma giocherellone, il cui polso forte si manifesta solo nella gestione spericolata dei suoi affari ( e infatti il suo cognome evocherebbe una certa fermezza, se non fosse che derivasse da una versione molto più complicata e poi semplificata all'anagrafe, che con Certitude ha ben poco a che fare), il suo socio Monsieur Casterade, tentato poeta, amante della metrica francese e annunciatore di catastrofi, simpaticamente soprannominato “il Rompi”, è un uomo di tutt'altro stampo: concreto e pragmatico, con i piedi saldamente poggiati a terra e senza alcuna intenzione di staccarvisi un attimo, rifugge, al contrario del padre di Catherine, tutto ciò che è illegale (scopriamo infatti che solo grazie a M. Casterade, Georges ha evitato il carcere per un losco affare), detta pompose e inutili lettere al suo socio e compiti che vanno fuori tema alla bambina, fa ramanzine infinite a padre e figlia. Spesso i Certitude si tolgono gli occhiali di fronte a Monsieur Casterade, per relegarlo in un luogo lontano da loro e sottrarsi ai suoi rimproveri e ai suoi discorsi ripetitivi.
La vita di padre e figlia prosegue attraverso soliti rituali: mangiare insieme al Picardie, senza gli occhiali addosso, momento della giornata dedicato solo a loro; stare insieme all'aperto mentre la bambina gioca e il padre incontra oscuri clienti; correre e rincorrersi per la casa, mentre il padre cerca di sporcare la figlia di schiuma da barba; la frase che ogni mattina Monsieur Certitude pronuncia annodandosi la cravatta: “ A noi due, Madama Vita!”
Ma un giorno, dopo aver ricevuto un carico di casse contenenti piccole statuine rappresentanti ballerine, il padre di Catherine propone alla figlia di andare a scuola di danza, così da poter diventare ballerina come la madre. È così che Catherine inizia a frequentare la scuola di Madame Dismailova, dal curioso e divertente accento russo (accento falso, perché, come ci rivelerà il padre della bambina, l'insegnante in realtà è francesissima): qui, prima di danzare,  la protagonista sarà obbligata a togliersi ogni volta gli occhiali, obbligo che si rivelerà un vantaggio: Catherine infatti riuscirà a danzare meglio, entrando in un mondo diverso, di sogno (“E il mondo della danza in fondo non era la vita reale: era un mondo dove si saltava e si facevano inchini invece di camminare normalmente”, pag. 39). Qui, conoscerà Odile, una ragazzina timida e gentile, figlia di una ricchissima famiglia, che inviterà lei e il padre a un cocktail di primavera. Monsieur Certitude vi andrà entusiasta, scorgendo qualche vaga possibilità di espandere i suoi affari, ma lui e la figlia verranno ignorati e trascurati dai famosi e ricchi personaggi che animano l'evento. Anche l'unico contatto che Georges riuscirà a stabilire, quello con Monsieur Tabélion, si rivelerà un fuoco di paglia. Successivamente, Odile non seguirà più il corso di danza e Catherine non la vedrà più.
All'improvviso, a seguito di una lettera della madre dall'America, il padre annuncia a Catherine che partiranno per il Nuovo Mondo, per ricongiungersi alla madre. La notizia giunge come un fulmine dal cielo, tutti ne sono stupiti: Catherine per prima, ma soprattutto Monsieur Casterade. 
La narrazione si velocizza: l'ultimo mese che padre e figlia passano a Parigi scorre via velocemente.
Monsieur Casterade li invita a una cena d'addio, dove declama la sua unica poesia riuscita, l'unica che Catherine riesca ad ascoltar interamente senza assopirsi, una breve composizione che emana una certa nostalgia (“ (…) perché New Work è bella, e Broadway/ è magnifica,/ ma belle cose sono anche qui a Parigi.”, pag. 84).
La storia finisce con alcune considerazioni della Catherine adulta: dopo molti anni che manca dalla Francia, ricorda tutto ancora con freschezza e autenticità: Monsieur Casterade e le sue poesie, Madame Dismailova e il suo falso accento, il magazzino e le lezioni di danza. In fondo, sente di essere rimasta la stessa del passato, la bambina Catherine che passeggia con suo padre per Parigi.

## Stile
Lo stile della narrazione è terso e pulito. Benché la protagonista sia già adulta mentre racconta la storia, il linguaggio è molto semplice, come se la Catherine adulta adottasse per narrare il punto di vista di Catherine bambina. Alcune volte, l'immedesimazione si rompe, quando la donna aggiunge all'impressione della bambina una diversa consapevolezza, una diversa conoscenza degli sviluppi della storia, come le considerazioni sull'attività del padre e sul rapporto che egli aveva con la madre (riferendosi al ritorno della madre in America: “Solo più tardi avevo capito che c'erano anche altri motivi” pag. 11; oppure l'imbarazzata risposta “È solo una hostess” che dà il padre alla figlia ancora piccola quando gli chiede di una donna in foto). Spiegazioni che se Catherine ottiene in età matura, il lettore invece non otterrà mai: nulla viene specificato, né del lavoro del padre né dei suoi possibili, e probabili, tradimenti.
L'incanto della rievocazione del passato viene mantenuto: i ritorni al presente, i più consistenti e perentori almeno, incorniciano la narrazione, trovandosi all'inizio e alla fine della storia e lasciando proseguire ininterrotto il flashback per tutta la durata del racconto. La lettura così è molto fluida. 
La trama non è molto consistente: si svolge secondo piccoli episodi che però sono tutti significativi.

## Costanti narrative
La figura che più rimane impressa, forse ancora di più di Catherine stessa, è la figura del padre. 
Si tratta di uno dei Leitmotiv di Modiano, presente in moltissime altre sue opere. Una figura paterna sempre ambigua, mai limpida e cristallina ma che ha sempre, o quasi, qualcosa di torbido, di poco chiaro, un uomo spesso pronto a tutto per sopravvivere (come il padre dell'autore, in odore di collaborazionismo). Naturalmente, trattandosi di un libro per bambini, troviamo tutti questi elementi edulcorati: il padre di Catherine ha qualcosa di losco in effetti, è una figura ambigua, ma ci risulta più come un simpatico imbroglione, con le sue maniere dolci e la capacità di far ridere la figlia. La duplicità del padre è qualcosa che Catherine avverte, ma di sicuro non offusca l'adorazione che la piccola ha per lui. Di fatto, la storia racconta l'amore tra padre e figlia, fra tenerezza e complicità. Inoltre, la duplicità è manifesta nel rapporto dei due col mondo: essi possono vivere in due mondi diversi, quello degli occhiali, della realtà, delle tinte forti, degli angoli e quello che vedono senza occhiali, un mondo di sogno, dai toni pastello, smussato.
Un altro tema ricorrente che troviamo è quello della madre artista, che in questo libro suscita ammirazione: in Sogni senza occhiali è lontana ed evanescente, una figura quasi mitica aldilà dell'oceano, senza nome, una meta lontana da raggiungere, come anche diventare ballerina come la madre diventerà uno degli obiettivi di Catherine. 
Catherine e il padre formano un nucleo a sé stante che si contrappone agli altri personaggi: è molto evidente ad esempio con Monsieur Casterade, personaggio in fondo comico, ridicolo nelle sue idiosincrasie, che appare un individuo quasi senza immaginazione, che non capisce come il padre e la figlia possano togliersi gli occhiali e vivere in un mondo più smorzato, lontano dalla concreta quotidianità.